# Svyatoslav Zubar
Svyatoslav Ihorovych Zubar (tiếng Ukraina: Святослав Ігорович Зубар; sinh ngày 11 tháng 2 năm 1993) là một cầu thủ bóng đá chuyên nghiệp người Ukraina thi đấu ở vị trí tiền đạo cắm.

## Sự nghiệp
Zubar xuất thân từ trường thể thao thanh thiếu niên địa phương ở quê hương Lviv của anh. Huấn luyện viên đầu tiên của anh là Ruslan Brunets.
Anh bắt đầu sự nghiệp ở cấp độ nghiệp dư. Sau đó, anh đã trải qua một mùa giải ở câu lạc bộ đang chơi ở giải hạng thấp Härnösands FF của Thụy Điển. Vào tháng 2 năm 2017, Zubar trở về Ukraina và ký hợp đồng vớiFC Rukh Vynnyky. Anh cùng với đồng đội được thăng hạng, từ Giải bóng đá hạng nhì quốc gia Ukraina lên chơi tại Giải bóng đá hạng nhất quốc gia Ukraina.